# サン＝ポール＝ド＝ヴァンス
サン＝ポール＝ド＝ヴァンス （Saint-Paul-de-Vence）は、フランス、プロヴァンス＝アルプ＝コート・ダジュール地域圏、アルプ＝マリティーム県のコミューン。
ヴァンスのまちに近接し、単にサン＝ポールと呼ばれてきたコミューンであったが、他の同名コミューンとの区別をするため非公式にサン＝ポール＝ド＝ヴァンスと呼ばれてきた。正式名称となったのは2011年からである · 。フランス革命期はSainpaulと呼ばれた。
多くの芸術家たちがサン＝ポール＝ド＝ヴァンスを訪れた。マルク・シャガールは20年間このコミューンで暮らした。ジェイムズ・ボールドウィンはサン＝ポール＝ド＝ヴァンスで没している。

## 人口統計
| 1962年 | 1968年 | 1975年 | 1982年 | 1990年 | 1999年 | 2006年 |
| ------ | ------ | ------ | ------ | ------ | ------ | ------ |
| 1 416  | 1 570  | 1 917  | 2 542  | 2 903  | 2 847  | 3 338  |

source=INSEE